# کانگ سو-را
کانگ سو را (کره‌ای: 강소라؛ زادهٔ ۱۸ فوریه ۱۹۹۰) بازیگر اهل کره جنوبی است.

## فیلم‌شناسی

### فیلم
| سال  | عنوان                | نقش              | توضیحات      | منابع |
| ---- | -------------------- | ---------------- | ------------ | ----- |
| ۲۰۰۹ | راز دوره چهارم       | لی دا جونگ       |              | [ ۲ ] |
| ۲۰۰۹ | داستان اصلی کوانگ ته | جی هیو           | فیلم کوتاه   |       |
| ۲۰۱۱ | سانی                 | جوانی ها چون هوا |              | [ ۳ ] |
| ۲۰۱۲ | دلیر                 | مریدا            | دوبله کره‌ای  | [ ۴ ] |
| ۲۰۱۳ | پاپاروتی من          | سوک هی           |              | [ ۵ ] |
| ۲۰۱۳ | قوی باش آقای لی      | خودش             | حضور افتخاری | [ ۶ ] |
| ۲۰۱۹ | اوم بوک دونگ         | کیم هیونگ شین    |              | [ ۷ ] |
| ۲۰۲۰ | باغ‌وحش مخفی          | سو وون           |              | [ ۸ ] |
| ۲۰۲۱ | در انتظار باران      | سو جین           |              | [ ۹ ] |

### مجموعه تلویزیونی
| سال  | عنوان                     | نقش         | توضیحات      | منابع  |
| ---- | ------------------------- | ----------- | ------------ | ------ |
| ۲۰۱۰ | خانم بی‌ادب یونگ ئه فصل ۷  | کانگ سو را  |              |        |
| ۲۰۱۰ | دکتر چامپ                 | کوان یو ری  |              | [ ۱۰ ] |
| ۲۰۱۰ | خانم بی‌ادب یونگ ئه فصل ۸  | کانگ سو را  |              |        |
| ۲۰۱۱ | زندگی تلخ و شیرین من      | هونگ یون می |              | [ ۱۱ ] |
| ۲۰۱۲ | رؤیای بلند ۲              | شین هه سونگ |              | [ ۱۲ ] |
| ۲۰۱۳ | هشدار زشت                 | نا دو هی    |              | [ ۱۳ ] |
| ۲۰۱۳ | خانم بی‌ادب یونگ ئه فصل ۱۲ | کانگ سو را  | حضور افتخاری | [ ۱۴ ] |
| ۲۰۱۴ | دکتر غریبه                | اوه سو هیون |              | [ ۱۵ ] |
| ۲۰۱۴ | میسنگ: زندگی ناتمام       | آن یونگ یی  |              | [ ۱۶ ] |
| ۲۰۱۵ | گرم و دنج                 | لی جونگ جو  |              | [ ۱۷ ] |
| ۲۰۱۶ | وکیل من آقای جو           | لی اون جو   |              | [ ۱۸ ] |
| ۲۰۱۷ | عشق انقلابی               | بک جون      |              | [ ۱۹ ] |
| ۲۰۱۸ | زیبایی درون               | مجری        | حضور افتخاری | [ ۲۰ ] |
| ۲۰۲۳ | دوباره غریبه              | اوه ها را   |              | [ ۲۱ ] |